# Cerkiew św. Szymona Słupnika w Czołomyjach
Cerkiew św. Szymona Słupnika w Czołomyjach – murowana świątynia z 1859 roku, pierwotnie cerkiew unicka, w latach 1875–1919 cerkiew prawosławna, obecnie rzymskokatolicki kościół parafialny pw. śś. Szymona i Judy Tadeusza Apostołów.

## Historia
Pierwotną cerkiew drewnianą z fundacji Jana Godlewskiego, starosty nurskiego, wzniesiono w 1706 r. jako unicką cerkiew św. Szymona Słupnika. W 1852 r. budynek spłonął, a w jego miejsce wzniesiono świątynię murowaną, dzięki właścicielowi Czołomyj i okolicznych dóbr, Janowi Zembrzuskiemu. W 1875 r., w czasie likwidacji resztek Kościoła greckokatolickiego w Kongresówce (likwidacja unickiej diecezji chełmskiej), władze rosyjskie przekształciły cerkiew na prawosławną. Od okresu rewindykacji świątynia pełni funkcję rzymskokatolickiego kościoła parafialnego. W 1918 r. przeprowadzono remont i dokonano rekoncyliacji, a w roku następnym erygowano parafię rzymskokatolicką. 

## Budowa
Cerkiew w Czołomyjach jest świątynią orientowaną, jednonawową z wyodrębnionym prezbiterium, budowla jest murowana z cegły i tynkowana, pokryta dwuspadowym dachem. Fasada zwieńczona trójkątnym szczytem oraz wieżyczką z sygnaturką.

## Wnętrze
Wewnątrz mieści się ikona Matki Boskiej z Dzieciątkiem z przełomu XVII i XVIII wieku, wyjęta z miejscowego ikonostasu.

## Wokół cerkwi
Dzwonnica drewniana i oszalowana o konstrukcji słupowej, pokryta dachem namiotowym, wybudowana ok. 1850 roku.